# Trickster (노래)
Trickster는 미즈키 나나의 18집 싱글이다. 2008년 10월 1일에 출시되었다.